# Paardensport op de Olympische Zomerspelen 2008
De paardensport is een van de sporten die beoefend werden tijdens de Olympische Zomerspelen 2008 in Peking. De wedstrijden werden gehouden van 9 augustus tot en met 21 augustus in het Sportinstituut Hongkong. Er werden in zes onderdelen medailles uitgereikt.
De Zwitserse springruiters ontvingen 28 maanden na de Olympische Spelen alsnog een bronzen medaille voor hun verrichtingen in Hongkong. Het Zwitserse kwartet Pius Schwizer, Niklaus Schurtenberger, Steve Guerdat en Christina Liebherr eindigde als vierde in de landenwedstrijd, maar schoof een plaats op, na de diskwalificatie van de Noorse equipe.
De uitsluiting volgde toen bleek dat Tony Hansen zijn paard met een verboden middel had behandeld. De ruiters kregen op 11 december 2010 in Genève de bronzen medaille omgehangen. Nederland schoof, samen met Duitsland, op naar de vierde plaats. Het team van de Verenigde Staten veroverde de olympische titel.

## Kwalificatie
Het aantal plaatsen per Nationaal Olympisch Comité verschilde per onderdeel:
- Dressuur: maximaal drie ruiters bij kwalificatie voor de teamcompetitie, anders maximaal twee.
- Eventing: maximaal vijf ruiters bij kwalificatie voor de teamcompetitie, anders maximaal twee.
- Springen: maximaal vier ruiters bij kwalificatie voor de teamcompetitie, anders maximaal twee.

## Programma
Alle tijden zijn de lokale tijden (UTC+8). In Nederland en België is het 6 uur vroeger.
| Datum                      | Start | Finish | Onderdeel             | Fase                                |
| -------------------------- | ----- | ------ | --------------------- | ----------------------------------- |
| Zaterdag 9 augustus 2008   | 06:30 | 10:30  | Eventing, team        | Dressuur (Dag 1)                    |
| Zaterdag 9 augustus 2008   | 06:30 | 10:30  | Eventing, individueel | Dressuur (Dag 1)                    |
| Zaterdag 9 augustus 2008   | 19:15 | 23:15  | Eventing, team        | Dressuur (Dag 1)                    |
| Zaterdag 9 augustus 2008   | 19:15 | 23:15  | Eventing, individueel | Dressuur (Dag 1)                    |
| Zondag 10 augustus 2008    | 06:30 | 10:30  | Eventing, team        | Dressuur (Dag 2)                    |
| Zondag 10 augustus 2008    | 06:30 | 10:30  | Eventing, individueel | Dressuur (Dag 2)                    |
| Maandag 11 augustus 2008   | 08:00 | 11:30  | Eventing, team        | Crosscountry (te Beas River)        |
| Maandag 11 augustus 2008   | 08:00 | 11:30  | Eventing, individueel | Crosscountry (te Beas River)        |
| Dinsdag 12 augustus 2008   | 19:15 | 22:15  | Eventing, team        | Springen (Finale)                   |
| Dinsdag 12 augustus 2008   | 19:15 | 22:15  | Eventing, individueel | Springen (Kwalificatie)             |
| Dinsdag 12 augustus 2008   | 22:30 | 23:30  | Eventing, individueel | Springen (Finale)                   |
| Woensdag 13 augustus 2008  | 19:15 | 24:15  | Dressuur, team        | Grand Prix (Dag 1)                  |
| Woensdag 13 augustus 2008  | 19:15 | 24:15  | Dressuur, individueel | Grand Prix 1e kwalificatie (Dag 1)  |
| Donderdag 14 augustus 2008 | 19:15 | 23:45  | Dressuur, individueel | Grand Prix 1e kwalificatie (Dag 2)  |
| Donderdag 14 augustus 2008 | 19:15 | 23:45  | Dressuur, team        | Grand Prix (Dag 2)                  |
| Vrijdag 15 augustus 2008   | 19:15 | 23:15  | Springen, individueel | 1e kwalificatie                     |
| Zaterdag 16 augustus 2008  | 19:15 | 24:00  | Dressuur, individueel | Grand Prix Speciaal 2e kwalificatie |
| Zondag 17 augustus 2008    | 19:15 | 23:15  | Springen, team        | Finaleronde 1                       |
| Zondag 17 augustus 2008    | 19:15 | 23:15  | Springen, individueel | 2e kwalificatie                     |
| Maandag 18 augustus 2008   | 19:15 | 22:15  | Springen, team        | Finaleronde 2                       |
| Maandag 18 augustus 2008   | 19:15 | 22:15  | Springen, individueel | 3e kwalificatie                     |
| Dinsdag 19 augustus 2008   | 19:15 | 22:15  | Dressuur, individueel | Grand Prix Freestyle                |
| Donderdag 21 augustus 2008 | 19:15 | 21:45  | Springen, individueel | Finaleronde A                       |
| Donderdag 21 augustus 2008 | 22:00 | 23:00  | Springen, individueel | Finaleronde B                       |

## Doping
Tijdens de Spelen zijn zes paarden betrapt op doping. Het handelde om capsaïcine en nonivamide, beide een middel dat de benen van de paarden gevoeliger maakt en om felbinac, een pijnstiller en ontstekingsremmer.
Opvallende betrokkene is de Braziliaan Rodrigo Pessoa die op de Spelen van 2004 goud won bij het individueel springen. Verder bestond de mogelijkheid dat Noorwegen de bronzen medaille moet inleveren die het bij het springen won.
De betrokken ruiters mochten een hoorzitting aanvragen. Begin oktober werd de definitieve uitspraak van de FEI verwacht en het gevolg voor de wedstrijduitslagen en medailleverdelingen.
Op 22 december 2008 besloot de FEI dat de resultaten van de Noor Tony Andre Hansen geschrapt moesten worden uit de uitslagen. Dit had tot gevolg dat de Noorse bronzen medaille bij het teamspringen overging naar Zwitserland.
| ruiter, paard                 | land             | doping     | resultaat                           |
| ----------------------------- | ---------------- | ---------- | ----------------------------------- |
| Christian Ahlmann met Cöster  | Duitsland        | capsaïcine | 5e team springen                    |
| Bernardo Alves met Chupa Chup | Brazilië         | capsaïcine | 10e team springen                   |
| Tony Andre Hansen met Camiro  | Noorwegen        | capsaïcine | 3e team springen                    |
| Courtney King met Mythilus    | Verenigde Staten | felbinac   | 13e individuele dressuur            |
| Denis Lynch met Latinus       | Ierland          | capsaïcine | 14e in eerste kwalificatie springen |
| Rodrigo Pessoa met Rufus      | Brazilië         | nonivamide | 5e individueel springen             |

## Uitslagen

### Eventing, individueel
| rang   | sporter                        | land             |
| ------ | ------------------------------ | ---------------- |
| Goud   | Hinrich Romeike op Marius      | Duitsland        |
| Zilver | Gina Miles op McKinlaigh       | Verenigde Staten |
| Brons  | Kristina Cook op Miners Frolic | Groot-Brittannië |

### Dressuur, individueel
| rang   | sporter                       | land      |
| ------ | ----------------------------- | --------- |
| Goud   | Anky van Grunsven op Salinero | Nederland |
| Zilver | Isabell Werth op Satchmo      | Duitsland |
| Brons  | Heike Kemmer op Bonaparte     | Duitsland |

### Springen, individueel
| rang   | sporter                       | land             |
| ------ | ----------------------------- | ---------------- |
| Goud   | Eric Lamaze op Hickstead      | Canada           |
| Zilver | Rolf-Göran Bengtsson op Ninja | Zweden           |
| Brons  | Beezie Madden op Authentic    | Verenigde Staten |

### Eventing, teams
| rang   | sporters | land             |
| ------ | --- | ---------------- |
| Goud   | Andreas Dibowski op Butts Leon Ingrid Klimke op Abraxxas Frank Ostholt op Mr. Medicott Hinrich Romeike op Marius Peter Thomsen op The Ghost of Hamish             | Duitsland        |
| Zilver | Clayton Fredericks op Ben Along Time Lucinda Fredericks op Headley Britannia Sonja Johnson op Ringwould Jaguar Megan Jones op Irish Jester Shane Rose op All Luck | Australië        |
| Brons  | Kristina Cook op Miners Frolic Daisy Dick op Spring Along William Fox-Pitt op Parkmorde Ed Sharon Hunt op Tankers Town Mary King op Call Again Cavalier           | Groot-Brittannië |

### Dressuur, teams
| rang   | sporters                                                                                             | land       |
| ------ | --- | ---------- |
| Goud   | Heike Kemmer op Bonaparte Nadine Capellmann op Elvis Va Isabell Werth op Satchmo                     | Duitsland  |
| Zilver | Hans Peter Minderhoud op Nadine Imke Schellekens-Bartels op Sunrise Anky van Grunsven op Salinero    | Nederland  |
| Brons  | Anne van Olst op Clearwater Nathalie zu Sayn-Wittgenstein op Digby Andreas Helgstrand op Don Schufro | Denemarken |

### Springen, teams
| rang   | sporters | land             |
| ------ | --- | ---------------- |
| Goud   | McLain Ward op Sapphire Laura Kraut op Cedric Will Simpson op Carlsson vom Dach Beezie Madden on Authentic                 | Verenigde Staten |
| Zilver | Jill Henselwood op Special Ed Eric Lamaze op Hickstead Ian Millar op In Style Mac Cone op Ole                              | Canada           |
| Brons  | Christina Liebherr op No Mercy Pius Schwizer op Nobless M Niklaus Schurtenberger op Cantus Steve Guerdat op Jalisca Solier | Zwitserland      |

## Medailleklassement Paardensport
| Plaats | Land             | NOC | Goud | Zilver | Brons | Totaal |
| ------ | ---------------- | --- | ---- | ------ | ----- | ------ |
| 1      | Duitsland        | GER | 3    | 1      | 1     | 5      |
| 2      | Verenigde Staten | USA | 1    | 1      | 1     | 3      |
| 3      | Canada           | CAN | 1    | 1      | 0     | 2      |
|        | Nederland        | NED | 1    | 1      | 0     | 2      |
| 5      | Australië        | AUS | 0    | 1      | 0     | 1      |
|        | Zweden           | SWE | 0    | 1      | 0     | 1      |
| 7      | Groot-Brittannië | GBR | 0    | 0      | 2     | 2      |
| 8      | Denemarken       | DEN | 0    | 0      | 1     | 1      |
|        | Zwitserland      | SUI | 0    | 0      | 1     | 1      |
| totaal | totaal           |     | 6    | 6      | 6     | 18     |

Parijs 1900 · 
Stockholm 1912 · 
Antwerpen 1920 · 
Parijs 1924 · 
Amsterdam 1928 · 
Los Angeles 1932 · 
Berlijn 1936 · 
Londen 1948 · 
Helsinki 1952 · 
Melbourne 1956 · 
Rome 1960 · 
Tokio 1964 · 
Mexico-stad 1968 · 
München 1972 · 
Montréal 1976 · 
Moskou 1980 · 
Los Angeles 1984 · 
Seoel 1988 · 
Barcelona 1992 · 
Atlanta 1996 · 
Sydney 2000 · 
Athene 2004 · 
Peking 2008 · 
Londen 2012 · 
Rio de Janeiro 2016 · 
Tokio 2020 · 
Parijs 2024 · 
Los Angeles 2028
Medaillewinnaars
atletiek · badminton · basketbal · boksen · boogschieten · gewichtheffen · gymnastiek · handbal · hockey · honkbal · judo · kanovaren · moderne vijfkamp · paardensport · roeien · schermen · schietsport · schoonspringen · softbal · synchroonzwemmen · taekwondo · tafeltennis · tennis · triatlon · voetbal · volleybal · waterpolo · wielersport · worstelen · zeilen · zwemmen